# Woodson (Arkansas)
Woodson es un lugar designado por el censo ubicado en el condado de Pulaski en el estado estadounidense de Arkansas. En el Censo de 2010 tenía una población de 403 habitantes y una densidad poblacional de 34,98 personas por km².

## Geografía
Woodson se encuentra ubicado en las coordenadas 34°32′24″N 92°13′22″O / 34.54000, -92.22278. Según la Oficina del Censo de los Estados Unidos, Woodson tiene una superficie total de 11.52 km², de la cual 11.26 km² corresponden a tierra firme y (2.29%) 0.26 km² es agua.

## Demografía
Según el censo de 2010, había 403 personas residiendo en Woodson. La densidad de población era de 34,98 hab./km². De los 403 habitantes, Woodson estaba compuesto por el 21.59% blancos, el 71.22% eran afroamericanos, el 0.5% eran amerindios, el 4.71% eran asiáticos, el 0% eran isleños del Pacífico, el 1.74% eran de otras razas y el 0.25% pertenecían a dos o más razas. Del total de la población el 2.23% eran hispanos o latinos de cualquier raza.